# Cabane de Moiry
La cabane de Moiry est une cabane de montagne dans le canton du Valais en Suisse. Elle est située à une altitude de 2 825 mètres au fond du val de Moiry.

## Histoire

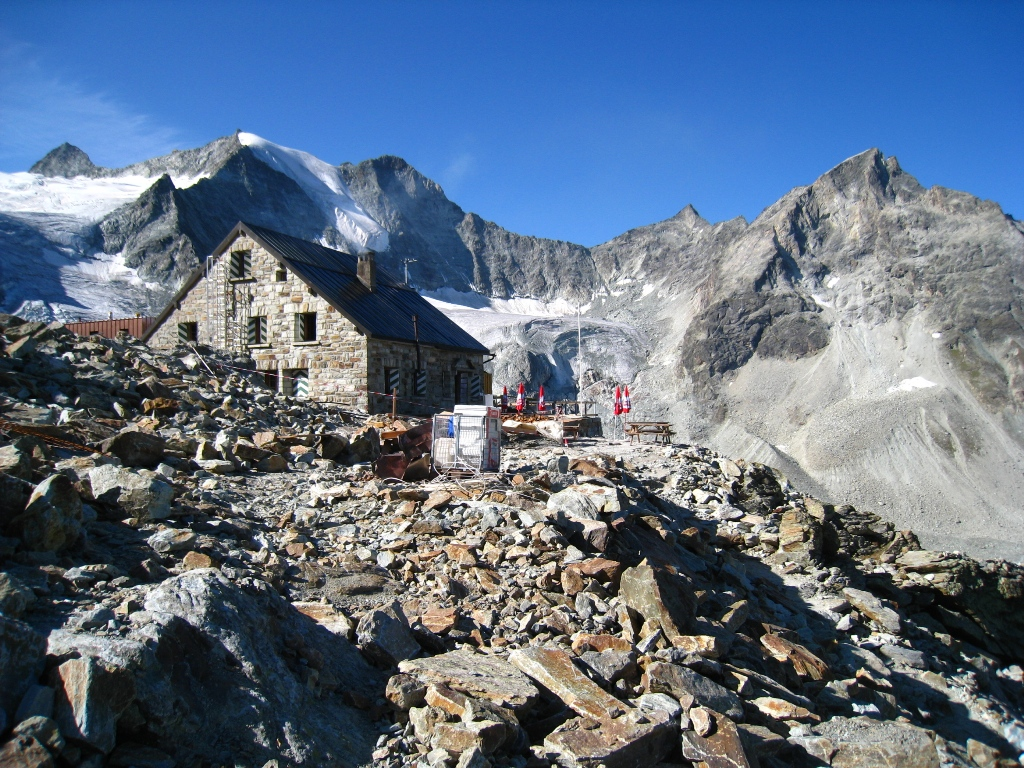
La cabane de Moiry (partie construite en 1949).

La cabane originale a été construite en 1924. Elle est agrandie en 1949 et une aile à l'architecture moderniste est érigée à côté de l'ancienne cabane en 2010. L'ancienne cabane accueille 72 lits et la nouvelle 32 lits.

## Caractéristiques
La cabane se situe sur un promontoire au pied des aiguilles de la Lé. Elle domine le glacier de Moiry et le lac de barrage de Moiry. 
Durant la saison de gardiennage s'étendant de mi-juin à mi-septembre, la capacité d'accueil de la cabane de Moiry en période estivale est de 104 places et en période hivernale de 20 places.
La cabane est la propriété de la section Montreux du Club alpin suisse (CAS).

## Accès
La montée à pied prend environ 2 h 30 à partir du barrage de Moiry et environ 1 h 30 à partir du petit lac au pied du glacier de Moiry,.

## Ascensions
- Grand Cornier (3 962 m).
- Pointes de Mourti (3 563 m et 3 529 m).
- Aiguilles de la Lé et Pigne de la Lé (3 396 m).
- Dent des Rosses (3 613 m).
- Pointe de Bricola (3 657 m).

L'accès pédestre à Zinal et à la cabane du Petit Mountet se fait via les cols de la Cabane, de la Lé et le col du Pigne.